# Idem per idem
Idem per idem (lateinisch für „dasselbe durch dasselbe“; dt. auch Zirkeldefinition) ist die lateinische Bezeichnung für den logischen Fehler, der darin besteht, dass bei der Definition eines Begriffs dieser selbst im zu definierenden Ausdruck (Definiens) auftritt. Einige Autoren verwenden bei identischer Definition idem per idem synonym mit Tautologie. Die Wortbedeutung beider Ausdrücke ist ebenfalls identisch: lateinisch idem = altgriechisch τό αυτό = dt. dasselbe.
Wird nicht ein Begriff durch sich selbst bestimmt, sondern ein Satz durch sich selbst bewiesen, liegt nicht der Fehler idem per idem, sondern ein Zirkelschluss vor. Beide sind Spezialfälle der Petitio Principii.

## Begriffsgeschichte
Karl Christian Friedrich Krause formuliert als erstes „Grundgesetz der Definition“:

„Die erste Forderung ist: das Zu-Definirende darf nicht wieder in der Definition vorkommen (terminus definitus non debet ingredi definitionem), denn wäre Diess, so erführe man ja nicht, Was das Zu-Definirende ist, es würde Dasselbe durch Dasselbe erklärt, idem per idem, wie man sagt.“

Krause liefert zwei Beispiele:

„Z. B. es soll definirt werden der Begriff: Grund, da sagt man gewöhnlich: der Grund von Etwas ist Dasjenige, wodurch dieses Etwas ist. Damit erfährt man aber gar nichts, denn es ist idem per idem definirt; man hat nur ein andres Wort eingeschoben anstatt Grund, d. i. das Wort: durch, welches synonym ist mit Grund; oder wenn man den Raum definiren soll, und man sagt: der Raum ist die Form, wonach das Körperliche neben- und miteinander ist, hier ist idem per idem erklärt; weil man dann das Wort: neben, schon räumlich versteht.“

Friedrich Ueberweg unterscheidet den Fehler idem per idem „wo der zu definierende Begriff entweder ausdrücklich oder verhüllter Weise in der Definition wiederkehrt“ von der Diallele (circulus sive orbis in definiendo), „wo A durch B und B wieder durch A, oder auch A durch B, B durch C, C durch D etc. und D oder überhaupt irgend ein folgendes Glied wieder durch A definiert wird […]“.
Heinrich Schmidt verwendet idem per idem nicht, dafür eine andere Definition von Diallele: „… [1] Zirkelschluß, … [2] auch jede Erklärung, die das zu Erklärende […] in die Erklärung aufnimmt.“ (Zirkeldefinition, s. o.)